# Berghem Sport
Berghem Sport is een Nederlandse amateurvoetbalclub uit Berghem, Noord-Brabant. De club werd op 13 juli 1939 opgericht. Het eerste elftal van de club speelt vanaf het seizoen 2025/26 in de Tweede klasse zondag.

## Geschiedenis
De club vindt zijn oorsprong in het cafévoetbal. In 1929 werd de club DES-Gement (Door Eendracht Sterk) opgericht. Zij werden tussen 1929 en 1937 vijf keer kampioen. De rivaal van DES was DVS-Duurendseind (De Vrolijke Speler). Onderlinge wedstrijden waren erg fel. Andere clubs kwamen uit de Hei, 't Veld en de Koppelsteeg. 
In juli 1939 werd Berghem Sport opgericht. De naam kwam uit het Belgische Berchem van de plaatselijke club Berchem Sport, een club welke op het hoogste niveau van België acteerde.
Snel na de oprichting meldden spelers van vooral DES zich aan, maar ook spelers uit de andere wijken. Spelers van DVS weigerden in het begin samen te spelen met spelers van DES. Maar nadat DVS was opgehouden te bestaan, meldden ook deze spelers zich aan bij Berghem Sport.
Er werd gekozen om in een geel-blauw verticaal gestreept shirt en witte broek te spelen. Dit tenue werd in de periode 1993-2008 vervangen door een volledig geel shirt met blauwe broek. Vanaf 2008 werd er weer in het originele shirt gespeeld.
De eerste wedstrijd van Berghem Sport werd gespeeld tegen Herpinia, de club welke tot op vandaag de dag nog steeds de aartsrivaal is.
In het seizoen 2011/2012 schreef het eerste elftal historie door voor het eerst in de geschiedenis van de club te promoveren naar de Tweede klasse, dit via de nacompetitie.
Berghem Sport had 1000 leden in het seizoen 2014/15 en telde 64 teams die uitkwamen in competities van de KNVB.
In het seizoen 2022/2023 telt de club 13 seniorenteams (waaronder 4 dameselftallen), 55 juniorenteams (waaronder 5 meisjesteams) en wordt er kaboutervoetbal voor de allerjongsten georganiseerd, maar ook walking-football voor de alleroudsten.
Het Clublied heet 'De Man Aan Het Scorebord' en is gecomponeerd door Harmonie Concordia en jubileumkoor de Geelborstjes.
De club speelt vanaf 1963 op Sportpark De Koppelsteeg in Berghem. Dit sportpark beschikt over vier speelvelden, twee trainingsvelden en 11 kleedlokalen.
Seizoen 2015/16 was het meest succesvolle seizoen in de clubhistorie. In dit seizoen werden het eerste seniorenelftal, de A1-junioren, de B1-junioren, de C1-junioren en de E1-pupillen allen kampioen. Ook haalde de A1 de bekerfinale.
Het eerste elftal promoveerde in 2020 naar de Eerste Klasse zondag. In 2023 degradeerde ze door een laatste plaats terug naar de Tweede Klasse zondag. Na 1 jaar in de Tweede Klasse zondag gezeten te hebben, degradeerde Berghem Sport via de nacompetitie terug naar de Derde Klasse zondag.
Op 18 mei 2025 werden ze kampioen van de derde klasse door concurrent en nummer twee Nulandia na een gelijkspel van de titel af te houden. Daarmee keerden ze na een seizoen terug naar de tweede klasse zondag.

## Competitieresultaten 1949–2025
| 4 4D |

| 5 4C |

| 4 4D |

| 1 4C |

| 8 4C |

| 5 4C |

| 8 4A |

| 2 4A |

| 3 4A |

|  |

| 3 4B |

| 2 4B |

| 3 4A |

| 1 4A |

| 8 3B |

| 12 3B |

| 5 4A |

| 4 4A |

| 9 4A |

| 8 4A |

| 5 4A |

| 9 4A |

| 10 4A |

| 11 4A |

|  |

|  |

|  |

|  |

|  |

|  |

|  |

|  |

|  |

|  |

|  |

| 7 4A |

| 10 4A |

| 9 4A |

| 4 4A |

| 4 4A |

| 7 4A |

| 9 4A |

| 8 4A |

| 2 4A |

| 1 4A |

| 2 3B |

| 6 3B |

| 7 3B |

| 12 3C |

| 1 4G |

| 11 3C |

| 10 4G |

| 8 4H |

| 9 4H |

| 1 4H |

| 4 3D |

| 5 3D |

| 10 3D |

| 7 3D |

| 2 3D |

| 11 3D |

| 5 3D |

| 6 3D |

| 3 3D |

| 6 2H |

| 13 2H |

| 12 3D |

| 1 4H |

| 5 3D |

| 5 3D |

| 10 2H |

| -- 2H |

| - 1C |

| 10 1C |

| 13 1D |

| 9 2H |

| 1 3E |

| Eerste klasse | Tweede klasse | Derde klasse | Vierde klasse |

In elke staaf van de grafiek staat van boven naar beneden vermeld: 
- Eindnotering

Dit is de positie die de club heeft bereikt in de competitie, zonder eventuele beslissings-, play-off- of nacompetitiewedstrijden die nodig zijn geweest om bijvoorbeeld de kampioen van de competitie te bepalen.
Indien een * achter het getal staat is de notering een tussenstand en kan het zijn dat de notering niet overeenkomt met de uiteindelijke eindstand van de competitie.
Staat er een - dan is het seizoen nog bezig en is er geen definitieve uitslag bekend.
Staat er xx op de positie van de notering, dan heeft de club vroegtijdig de competitie verlaten. Dit kan onder andere komen door terugtrekking van het team, faillissement van de club of door een uitgedeelde straf van de KNVB. In veel gevallen staat elders in het artikel de reden vermeld.
Staat er een ? dan is het resultaat uit het verleden onbekend, en is alleen de competitie of het niveau bekend van dat seizoen.
In de seizoenen 2019/20 en 2020/21 werd wegens de coronacrisis het amateurvoetbal afgebroken. Daardoor kennen deze staven geen eindklassering (middels -- weergegeven).
- Competitieniveau en afdelingsletter of Officiële eindstand Eredivisie
  - Competitieniveau en afdelingsletter

Hierbij geeft het getal het niveau weer, dat ook terug te vinden is in de legenda. De letter is de afdelingsaanduiding en wordt gebruikt wanneer er meer afdelingen zijn op hetzelfde niveau. De afdelingsletter is altijd een hoofdletter en wordt meestal zonder nummer gebruikt.
Voorbeeld: 2F is niveau 2e klasse competitie F.
Het competitieniveau en nummer wordt niet vermeld wanneer er slechts één competitie van dit niveau was.
  - Officiële eindstand Eredivisie (getal staat tussen haakjes vermeld)

Sinds de introductie van play-offwedstrijden voor Europees voetbal na afloop van de reguliere competitie in 2005/06, is de KNVB verplicht een eindstand van de Eredivisie door te geven aan de UEFA aan de hand van deze play-offwedstrijden.
Bij deze eindstand staan clubs die zich hebben gekwalificeerd voor Europees voetbal hoger dan clubs die zich niet wisten te kwalificeren. Indien er geen verschil was tussen de eindnotering en de officiële eindstand, staat dit getal niet vermeld.

- Onderafdeling

Hier staat afgekort de naam van de onderafdeling indien de club in dat jaar in een onderafdeling uitkwam. Tevens staat deze afkorting in de legenda en wordt gelinkt naar het artikel over deze onderafdeling. Deze afkorting wordt alleen vermeld wanneer de club in het verleden in verschillende onderafdelingen heeft gespeeld. Deze vermelding is in de staaf altijd in kleine letters. Deze onderafdelingen zijn na het seizoen 1995/96 afgeschaft. Heeft de club in slechts één onderafdeling gespeeld, dan is dit alleen terug te vinden in de legenda.
Onder de staaf staat het jaartal vermeld waarin het seizoen is afgesloten. 15 verwijst naar het seizoen 2014/15 of eventueel het seizoen 1914/15.
Wanneer een staaf leeg is, zijn deze gegevens niet bekend. Het kan ook zijn dat de club dat seizoen niet heeft meegespeeld op het hogere amateurniveau, vroegtijdig de competitie heeft verlaten of uit de competitie is gezet.

In het seizoen 1944/45 was er wegens de Tweede Wereldoorlog geen regulier competitievoetbal.

## Bekende (oud-)spelers en trainers
Spelers:
- Richard van der Venne (2010-2012)

Trainers:
- Werner Smits (interim, 2011)

## Trivia
- In het Belgische Berchem heet de plaatselijke voetbalvereniging Berchem Sport.